# Vanessa Devraine
Vanessa Devraine est une comédienne et réalisatrice de films documentaires.

## Biographie
Après des études au Conservatoire national supérieur de musique et de danse de Paris, elle évolue quatre ans au sein du Ballet National de Marseille Roland Petit, puis passe une année au Crazy Horse en tant que soliste. Après des études d’art dramatique à l’École des Enfants Terribles, elle est engagée par Jérôme Savary pour le rôle-titre dans Nina Stromboli, et travaille par la suite à de nombreuses reprises avec lui. Elle est la fille du scénographe Yves Devraine.
À la télévision, elle joue dans des films réalisés par Gérard Marx, Édouard Baer, Pierre Aknine, Jean-Denis Robert, Cyril Tellene. Elle intègre la compagnie de Laurent Delvert en tant que comédienne et assistante à la mise en scène. Parallèlement, elle suit une formation d’écriture et réalisation documentaire.

## Filmographie
- 1996 : Nina Stromboli (TV) : Strip-teaseuse
- 1997 : La Belle Vie (feuilleton TV) : Fanny
- 2003 : Jean Moulin, une affaire française (TV) : Lydie Bastien
- 2004 : Le monde de Chico (série TV)

## Théâtre
- 1999 : L'Avare de Molière, mise en scène Jérôme Savary, Centre national de création d'Orléans, Théâtre national de Chaillot
- 2000 : L'Avare de Molière, mise en scène Jérôme Savary, Théâtre des Célestins
- 2004 : Dialogues de bêtes de Colette, mise en scène Anne Kreis, Théâtre des Bouffes Parisiens